# Тарифні майдани
Тарифні майдани — умовна назва протестних акцій населення в Україні, які відбувалися у зв'язку із підняттям вартості комунальних послуг для фізичних осіб.

## Тарифний майданОлега Ляшка
Напередодні місцевих виборів в Україні 2015 року Олег Ляшко оголосив «Тарифний майдан» — політичну акцію, спрямовану на зниження комунальних тарифів. Тарифний майдан розпочався мітингом перед Кабінетом міністрів України у Києві 19 жовтня 2015 року. До акції приєднались Батьківщина Юлії Тимошенко та Партія простих людей Сергія Капліна. Основною вимогою протестувальників крім зниження комунальних тарифів оголошувалась відставка прем'єр-міністра Арсенія Яценюка. Акція завершилась 17 листопада 2015 року — наступної ночі після завершення місцевих виборів. Радикальна партія пояснила цей крок ескалацією ситуації на фронті, загрозами терористичних актів і переходом до іншої форми протесту. За твердженням Сергія Капліна, акцію припинено в результаті перемовини між «радикалами» і Яценюком та Ахметовим. Він оцінив ціну «зливу тарифного майдану» у 2 мільйони доларів. Згідно слів самого Ляшка, результатом протестної акції стало продовження мараторію на продаж землі сільськогосподарського призначення.

## Тарифні майдани 2021
У січні 2021 року разом із підняття ціни на електроенергію для населення відбулася зміна механізму ціноутворення вартості природного газу для побутових споживачів. Одночасне підняття одразу кількох комунальних тарифів викликало невдоволення населення, що переросло в протестні акції в низці українських міст. Основні вимоги протестувальників стосувалися саме ціни на природній газ, яка формується через ринкові механізми ціноутворення.

У зв'язку з протестами Президент провів енергетичну нараду. На нараді було повідомлено, що Кабінет Міністрів готує системні рішення щодо вибудовування балансу на енергетичному ринку.
«Тарифи на газ для населення мають бути справедливими. Ціна на газ зростає на ринку через погодні умови та інші причини, які склалися в Європі, і ми не можемо дозволити зростання ціни для наших громадян» — Зеленський